# Obliterator
Obliterator is een Computerspel uit 1988. Het spel werd ontwikkeld en uitgegeven door Psygnosis Limited. De speler speelt Drak, de laatste overgebleven Obliterator en moet de federatie redden van een alien ruimteschip. De speler moet vijanden uitgeschakelen, objecten en deuren gebruiken. Het spel kan ingesteld worden om te scrollen of als geheel scherm te wisselen.

## Platforms
| Jaar | Platform                     |
| ---- | ---------------------------- |
| 1988 | Amiga, Amstrad CPC, Atari ST |
| 1989 | DOS, MSX, ZX Spectrum        |

## Ontvangst
| Beoordeeld door                       | Platform    | Datum      | Score |
| ------------------------------------- | ----------- | ---------- | ----- |
| Crash!                                | ZX Spectrum | maart 1989 | 70%   |
| Power Play                            | Amiga       | mei 1988   | 60%   |
| ST Action                             | Atari ST    | juni 1988  | 59%   |
| Happy Computer                        | Amiga       | juni 1988  | 58%   |
| ACE (Advanced Computer Entertainment) | ZX Spectrum | april 1989 | 53%   |